# Таксюр, Ян Ильич
Ян Ильич Таксюр (род. 11 ноября 1952) — советский и украинский писатель, поэт, сатирик, публицист, редактор, участник, автор и ведущий многих телевизионных передач, автор поэтических сборников, преподаватель истории. Председатель «Клуба Голохвастова» газеты «Киевские ведомости» (в соавторстве с А. Володарским; 1993—2010 годы до самого закрытия издания). Кавалер Ордена преподобного Нестора Летописца.

## Биография
Ян Ильич Таксюр родился 11 ноября 1952 года. После крещения получил имя Иоанн. В 1969 году окончил киевскую среднюю школу № 17. В 1974 году окончил исторический факультет в Киевском государственном педагогическом институте имени Горького. После окончания института служил в Советской Армии, а затем преподавал историю. В то же время занимался самодеятельным театром.
Сочинял с детства, а в 1980-е годы стал публиковать сатирические стихи, писать монологи для эстрады, а позднее и рассказы.
Во времена СССР — постоянный автор таких газет и журналов как: «Литературная газета», журнал «Крокодил», «Юность». Впоследствии писал для таких изданий как: «Корреспондент», «День литературы», «Обозреватель», «Зеркало недели. Украина», «Версии», «Известия в Украине», «Одна Родина» «Омилия», «НЕДЕЛЯ.UA», «Радуга» и многих других.
В соавторстве с Александром Володарским писал тексты для многих эстрадных звёзд, придумывал мультфильмы, сопредседатель «Клуба Голохвастова» (1993—2010) газеты «Киевские ведомости». Публиковал статьи о православной вере и церкви, за что был награждён митрополитом Украинской православной церкви (Московского патриархата) Онуфриеем орденом Нестора Летописца II степени.
10 марта 2022 года Таксюр был задержан СБУ в Киеве по обвинению в государственной измене. В августе того же года он, по сообщению украинских СМИ, был освобождён под залог в размере 1,2 млн гривен, что было связано с тяжёлым состоянием здоровья, вызванным онкологической болезнью. 24 мая 2023 года Шевченковский суд признал Таксюра виновным в государственной измене и приговорил его к 12 годам лишения свободы с конфискацией половины имущества. 25 мая Таксюр был освобождён в рамках обмена военнопленными, после чего выехал в Россию.

## Личная жизнь
Воспитал сына Илью и дочь. До 2022 года жил и работал в Киеве, с 2023 года проживает в России. 28 сентября 2023 года получил российское гражданство.
Православный христианин, во время проживания на Украине был прихожанином Украинской православной церкви Московского патриархата.
Согласно словам Яна Таксюра, он вылечился от онкологического заболевания.

## Книги
- Таксюр Я. Отак подивишся здаля…  : мої улюблені вірші / Я. Таксюр. — К. : Візант, 2002. — 56 с. — ISBN 956-7041-15-X
- Таксюр Я. Кому на Україні жити добре. — К.: Амадей, 2004. — 112 с. — ISBN 966-7689-38-7.
- Таксюр Я. Круглов И. Сколько стоит каравай, или Таємниці рідного краю. — Киев: «Спринт-сервис», 2016. — 176 с.[26]
- Таксюр Я. «100 кращих віршів». — 176 с. — К.: Саммит-книга, 2018. — ISBN 978-617-7672-06-6.